# 洛库特
洛库特，是匈牙利维斯普雷姆州所辖的一个村，总面积18.11平方公里，总人口496，人口密度27.4人/平方公里（2010年1月1日）。